# خورشیدگرفتگی ۳ اوت ۲۰۷۳
خورشیدگرفتگی ۳ اوت ۲۰۷۳ (به انگلیسی: Solar eclipse of August 3, 2073) یک خورشیدگرفتگی از نوع خورشیدگرفتگی کامل است. این خورشیدگرفتگی در تاریخ ۳ اوت ۲۰۷۳ میلادی (‎۱۳ مرداد ۱۴۵۲ خورشیدی) روی خواهد داد که زمان اوج آن، ساعت ۱۷:۱۵:۲۳ به‌وقت ساعت هماهنگ جهانی است. مدت زمان و طول این خورشیدگرفتگی ۲ دقیقه و ۲۹ ثانیه خواهد بود.

## ساروس خورشیدی ۱۲۷
این خورشیدگرفتگی بخشی از ساروس خورشیدی ۱۲۷ است که هر ۱۸ سال و ۱۱ روز یک‌بار تکرار می‌شود و شامل ۸۲ خورشیدگرفتگی است. این سری با خورشیدگرفتگی جزئی در ۱۰ اکتبر ۹۹۱ میلادی آغاز می‌شود و با خورشیدگرفتگی‌های کاملی از ۱۴ مه ۱۳۵۲ تا ۱۵ اوت ۲۰۹۱ میلادی ادامه می‌یابد و با ۸۲مین خورشیدگرفتگی آن که جزئی است در ۲۱ مارس ۲۴۵۲ میلادی پایان می‌یابد. طولانی‌ترین گرفت این دوره ۵ دقیقه و ۴۰ ثانیه بود و در ۳۰ اوت ۱۵۳۲ میلادی رخ داد.
| گرفت‌های ۵۲–۶۲، رخ‌داده در ۱۹۰۱ و ۲۱۰۰ | گرفت‌های ۵۲–۶۲، رخ‌داده در ۱۹۰۱ و ۲۱۰۰ | گرفت‌های ۵۲–۶۲، رخ‌داده در ۱۹۰۱ و ۲۱۰۰ |
| ۵۲                                   | ۵۳                                   | ۵۴                                   |
| ------------------------------------ | ------------------------------------ | ------------------------------------ |
| خورشیدگرفتگی ۲۸ آوریل ۱۹۱۱           | خورشیدگرفتگی ۹ مه ۱۹۲۹               | خورشیدگرفتگی ۲۰ مه ۱۹۴۷              |
| ۵۵                                   | ۵۶                                   | ۵۷                                   |
| خورشیدگرفتگی ۳۰ مه ۱۹۶۵              | خورشیدگرفتگی ۱۱ ژوئن ۱۹۸۳            | خورشیدگرفتگی ۲۱ ژوئن ۲۰۰۱            |
| ۵۸                                   | ۵۹                                   | ۶۰                                   |
| خورشیدگرفتگی ۲ ژوئیه ۲۰۱۹            | خورشیدگرفتگی ۱۳ ژوئیه ۲۰۳۷           | خورشیدگرفتگی ۲۴ ژوئیه ۲۰۵۵           |
| ۶۱                                   | ۶۲                                   |                                      |
| خورشیدگرفتگی ۳ اوت ۲۰۷۳              | خورشیدگرفتگی ۱۵ اوت ۲۰۹۱             |                                      |

## خورشیدگرفتگی‌های ۲۰۷۶–۲۰۷۳
این مجموعه از خورشیدگرفتگی‌ها تقریباً هر ۱۷۷ روز و ۴ ساعت (یک نیم‌سال) به تناوب در مدارهای دیگر ماه تکرار می‌شوند.
| ۱۲۲ | خورشیدگرفتگی ۷ فوریه ۲۰۷۳ جزئی    | ۱۲۷ | خورشیدگرفتگی ۳ اوت ۲۰۷۳ کامل     |
| ۱۳۲ | خورشیدگرفتگی ۲۷ ژانویه ۲۰۷۴ حلقوی | ۱۳۷ | خورشیدگرفتگی ۲۴ ژوئیه ۲۰۷۴ حلقوی |
| ۱۴۲ | خورشیدگرفتگی ۱۶ ژانویه ۲۰۷۵ کامل  | ۱۴۷ | خورشیدگرفتگی ۱۳ ژوئیه ۲۰۷۵ حلقوی |
| ۱۵۲ | خورشیدگرفتگی ۶ ژانویه ۲۰۷۶ کامل   | ۱۵۷ | خورشیدگرفتگی ۱ ژوئیه ۲۰۷۶ جزئی   |